# Einvaux
Einvaux is een gemeente in het Franse departement Meurthe-et-Moselle in de regio Grand Est en telt 284 inwoners (1999). De plaats maakt deel uit van het arrondissement Lunéville.

## Geografie
De oppervlakte van Einvaux bedraagt 7,5 km², de bevolkingsdichtheid is 37,9 inwoners per km².
De onderstaande kaart toont de ligging van Einvaux met de belangrijkste infrastructuur en aangrenzende gemeenten.

## Demografie
Onderstaande figuur toont het verloop van het inwonertal (bron: INSEE-tellingen).